# Colonia Guadalupe, Tepehuacán de Guerrero
Colonia Guadalupe är en ort i Mexiko.   Den ligger i kommunen Tepehuacán de Guerrero och delstaten Hidalgo, i den sydöstra delen av landet, 170 km norr om huvudstaden Mexico City. Colonia Guadalupe ligger 994 meter över havet och antalet invånare är 457.
Terrängen runt Colonia Guadalupe är kuperad åt nordost, men åt sydväst är den bergig. Runt Colonia Guadalupe är det ganska glesbefolkat, med 36 invånare per kvadratkilometer. Närmaste större samhälle är Tlanchinol, 10,7 km öster om Colonia Guadalupe. I omgivningarna runt Colonia Guadalupe växer huvudsakligen savannskog.